# Светско првенство у хокеју на леду — Дивизија I
Светско првенство у хокеју на леду - Дивизија I међународно је такмичење у хокеју на леду које се сваке године одржава под патронатом Светске хокејашке федерације и представља други квалитетни ранг у оквиру такмичења за светску титулу ИИХФ.

## Историјат и систем такмичења
Дивизија I светског првенства у хокеју на леду формирана је након реорганизације такмичења за светско хокејашко првенство 2001. године. У првој сезони 2001. такмичили су се тимови рангирани од 17. до 28. места на ИИХФ ранг лист репрезентација за 2000. годину.
У периоду од 2001. до 2011. на сваком првенству екипе су биле подељене у две групе са по 6 тимова. Победници обе групе у текућој сезони остварили су право наступа на (Светско првенство), док су на њихово место долазиле две најслабије пласиране селекције са Светског првенства. Две последњепласиране екипе из обе групе у текућој сезони испадале би у нижи ранг (Дивизија II) за наредну сезону, док би на њихово место долазили победници друге дивизије.
Од сезоне 2012. дошло је до нове модификације правила, па су тако екипе учеснице првенства прве дивизије подељене у две квалитетне скупине. У групу А су смештене екипе које су испале са Светског првенства и другопласирани и трећепласирани тимови из обе групе првенства прве дивизије за 2011. годину. Победник групе А остварује директан пласман на Светско првенство, док последња екипа испада у групу Б прве дивизије. Група Б у сезони 2012. формирана је од екипа које су биле пласиране на 4. и 5. месту на првенству прве дивизије у 2011. те победници друге дивизије из исте године. Победник групе Б обезбеђује наступ у групи А исте дивизије, док последње пласирани тим испада у другу дивизију.
Сваки турнир игра се по турнирском једнокружном лига систему.

## Резултати
| Година | Пласирали се на Светско првенство | Пласирали се на Светско првенство | Испали у Другу дивизију | Испали у Другу дивизију |
| ------ | --------------------------------- | --------------------------------- | ----------------------- | ----------------------- |
| 2001.  | Пољска                            | Словенија                         | Литванија               | Естонија                |
| 2002.  | Белорусија                        | Данска                            | Јужна Кореја            | Кина                    |
| 2003.  | Казахстан                         | Француска                         | Литванија               | Хрватска                |
| 2004.  | Белорусија                        | Словенија                         | Белгија                 | Јужна Кореја            |
| 2005.  | Норвешка                          | Италија                           | Кина                    | Румунија                |
| 2006.  | Немачка                           | Аустрија                          | Израел                  | Хрватска                |
| 2007.  | Француска                         | Словенија                         | Кина                    | Румунија                |
| 2008.  | Мађарска                          | Аустрија                          | Естонија                | Јужна Кореја            |
| 2009.  | Италија                           | Казахстан                         | Румунија                | Аустралија              |
| 2010.  | Словенија                         | Аустрија                          | Хрватска                | Србија                  |
| 2011.  | Италија                           | Казахстан                         | Шпанија                 | Естонија                |

| Год   | Пласирали се на Светско првенство | Пласирали се на Светско првенство | Испали у Прву дивизију група Б    | Пласирали се у Прву дивизију група А | Испали у Другу дивизију група А |
| ----- | --------------------------------- | --------------------------------- | --------------------------------- | ------------------------------------ | ------------------------------- |
| 2012. | Словенија                         | Аустрија                          | Украјина                          | Јужна Кореја                         | Аустралија                      |
| 2013. | Казахстан                         | Украјина                          | Велика Британија                  | Украјина                             | Естонија                        |
| 2014. | Словенија                         | Аустрија                          | Јужна Кореја                      | Пољска                               | Румунија                        |
| 2015. | Казахстан                         | Мађарска                          | Украјина                          | Јужна Кореја                         | Холандија                       |
| 2016. | Словенија                         | Италија                           | Јапан                             | Украјина                             | Румунија                        |
| 2017. | Аустрија                          | Јужна Кореја                      | Украјина                          | Велика Британија                     | Холандија                       |
| 2018. | Велика Британија                  | Италија                           | Пољска                            | Литванија                            | Хрватска                        |
| 2019. | Казахстан                         | Белорусија                        | Литванија                         | Румунија                             | Холандија                       |
| 2020  | Отказано због Пандемије ковида 19 | Отказано због Пандемије ковида 19 | Отказано због Пандемије ковида 19 | Отказано због Пандемије ковида 19    |                                 |
| 2021  | Отказано због Пандемије ковида 19 | Отказано због Пандемије ковида 19 | Отказано због Пандемије ковида 19 | Отказано због Пандемије ковида 19    |                                 |
| 2022. | Словенија                         | Мађарска                          | /                                 | Пољска                               | /                               |
| 2023. | Велика Британија                  | Пољска                            | Литванија                         | Јапан                                | Србија                          |
| 2024. | Мађарска                          | Словенија                         | Јужна Кореја                      | Украјина                             | Холандија                       |

## Победници групе Б
У периоду између 1961. и 2000. такмичење овог ранга одржавало се у оквиру групе Б.
| Година | Победник         |
| ------ | ---------------- |
| 1951   | Италија          |
| 1952   | Велика Британија |
| 1953   | Италија          |
| 1955   | Италија          |
| 1956   | Источна Немачка  |
| 1959   | Румунија         |
| 1961   | Норвешка         |
| 1962   | Јапан            |
| 1963   | Норвешка         |
| 1964   | Пољска           |
| 1965   | Пољска           |
| 1966   | Западна Немачка  |
| 1967   | Пољска           |
| 1968   | Југославија      |
| 1969   | Источна Немачка  |
| 1970   | Сједињене Државе |
| 1971   | Швајцарска       |
| 1972   | Пољска           |
| 1973   | Источна Немачка  |
| 1974   | Сједињене Државе |
| 1975   | Источна Немачка  |
| 1976   | Румунија         |
| 1977   | Источна Немачка  |
| 1978   | Пољска           |
| 1979   | Холандија        |
| 1981   | Италија          |
| 1982   | Источна Немачка  |
| 1983   | Сједињене Државе |
| 1985   | Пољска           |
| 1986   | Швајцарска       |
| 1987   | Пољска           |
| 1989   | Норвешка         |
| 1990   | Швајцарска       |
| 1991   | Италија          |
| 1992   | Аустрија         |
| 1993   | Велика Британија |
| 1994   | Швајцарска       |
| 1995   | Словачка         |
| 1996   | Летонија         |
| 1997   | Белорусија       |
| 1998   | Украјина         |
| 1999   | Данска           |
| 2000   | Немачка          |